# كارل أسابا
كارل أسابا (بالإنجليزية: Carl Asaba)‏ (28 يناير 1973 بوستمنستر في المملكة المتحدة - ) هو لاعب كرة قدم بريطاني في مركز الهجوم. لعب مع ستوك سيتي وشيفيلد يونايتد وكولتشستر يونايتد ونادي برينتفورد ونادي ريدنغ ونادي غيلينغهام ونادي ميلوول ودولويتش هاملت.

## وصلات خارجية
- كارل أسابا على موقع قاعدة بيانات كرة القدم.إي يو (الإنجليزية)
- كارل أسابا على موقع Soccerbase.com (لاعب) (الإنجليزية)
- كارل أسابا على موقع عالم كرة القدم.نت (الإنجليزية)